# Starship Titanic
Starship Titanic is een computerspel uit 1998. Het spel werd bedacht door de Britse schrijver Douglas Adams, auteur van onder meer The Hitchhiker's Guide to the Galaxy en gemaakt door The Digital Village.
Starship Titanic is een zogenaamde adventure waarin de speler een aantal puzzels op moet lossen. De naam Titanic verwijst naar het beroemde gezonken schip uit 1912.
Het 3D vormgegeven computerspel begint als er opeens een groot ruimtecruise schip je huis vernielt. Er komt een robot uit en die vraagt je om hulp. Eenmaal op het schip aangekomen dient de speler een aantal voorwerpen te verzamelen om de centrale computer, Titania, weer tot leven te wekken.
Een van de belangrijkste delen van het spel is de gespreksimulator (Spookitalk) waarmee de speler kan praten met de robots op het schip. De speler typt een vraag in de PET (Personal Electronic Thing) aan de onderkant van het scherm. De antwoorden van de robot verschijnen in tekstvorm en worden ook uitgesproken. De gespreksimulator interpreteert de getypte tekst en selecteert een antwoord uit een van de duizenden zinnen die in het spel werden opgeslagen. Een goede kennis van de Engelse taal is dan ook een must.
De stemmen van sommige robots werden ingesproken door Monty Python leden: Terry Jones als de Papegaai en John Cleese (onder het pseudoniem Kim Bread) als de Bom. Douglas Adams zelf speelt de rol van Succ-U-Bus en van de ontwerper van het schip, Leovinus. In de proloog van het spel kan je ook een televisie aanklikken waarna Adams je aanspoort om eindelijk met het spel te willen starten.

## Boek
Een boek met als titel Douglas Adams's Starship Titanic, vrij gebaseerd op het spel, werd in opdracht geschreven door Terry Jones. Het boek is een combinatie van de stijl van Douglas Adams en de absurde, soms seksueel getinte, Monty Python humor.
Het schip Starship Titanic wordt ook eventjes vermeld in Life, the Universe and Everything, het derde boek in de Hitchhiker's Guide to the Galaxy (Het Transgalactisch Liftershandboek) 'trilogie' van vijf delen.